# Waldmeister-Buchenwald bei Rölenommer
Das Naturschutzgebiet Waldmeister-Buchenwald bei Rölenommer liegt südlich der Ortslage Rölenommer und nordwestlich der Ortslage Frangenberg auf dem Gebiet der Gemeinde Lindlar im Oberbergischen Kreis in Nordrhein-Westfalen.
Das nur 3,1 ha große Gebiet liegt auf einer Anhöhe, die im Westen vom Ommerbach umflossen wird. An der südliche Spitze fließt diesem ein namenloses Nebengewässer zu, das in Frangenberg entspringt und das Gebiet auf der  Ostseite umfließt.

## Beschreibung
Das Naturschutzgebiet wurde im Jahr 1996 unter der Schlüsselnummer GM-039 unter Naturschutz gestellt.
Das kalkhaltige Bodensubstrat hat die Entwicklung eines typisch ausgebildeten Waldmeister-Buchenwaldes bewirkt. In der erste Baumschicht ist die Eiche hauptsächlich vertreten, in der zweiten Baumschicht reicht die Rotbuche fast in die Kronenbereiche der führenden Eichen. Dazwischen wachsen verschiedene Edellaubgehölze (Vogelkirsche, Esche Bergahorn), aber auch Hainbuche und Sandbirke sind truppweise eingestreut. Die artenreiche Strauch- und Krautschicht ist für den Waldmeister-Buchenwald typisch ausgeprägt - neben dem namensgebenden Waldmeister kommen unter anderem Aronstab, Gewöhnliche Goldnessel, Lungenkraut, Wald-Veilchen, Eingriffliger Weißdorn, Zweiblättriges Schattenblümchen, Einbeere, Wiesen-Schlüsselblume und Nestwurz vor. In der südlichen Fläche, die den Namen „Steinbreche“ trägt, ist das Gelände zerklüftet und lässt auf ehemaligen Gesteinsabbau schließen. Daher besteht neben der Bedeutung für den Naturschutz auch ein kulturhistorisches Schutzinteresse am Erhalt des Gebietes.

## Schutzziele
- Erhalt und Entwicklung des Gebietes in seiner Struktur- und Artenvielfalt, als Lebensraum für zahlreiche teils gefährdete Pflanzen und Tiere.

- Erhaltung und Entwicklung von Laubwaldbeständen auf Kalk mit artenreicher Kalkflora.[3]

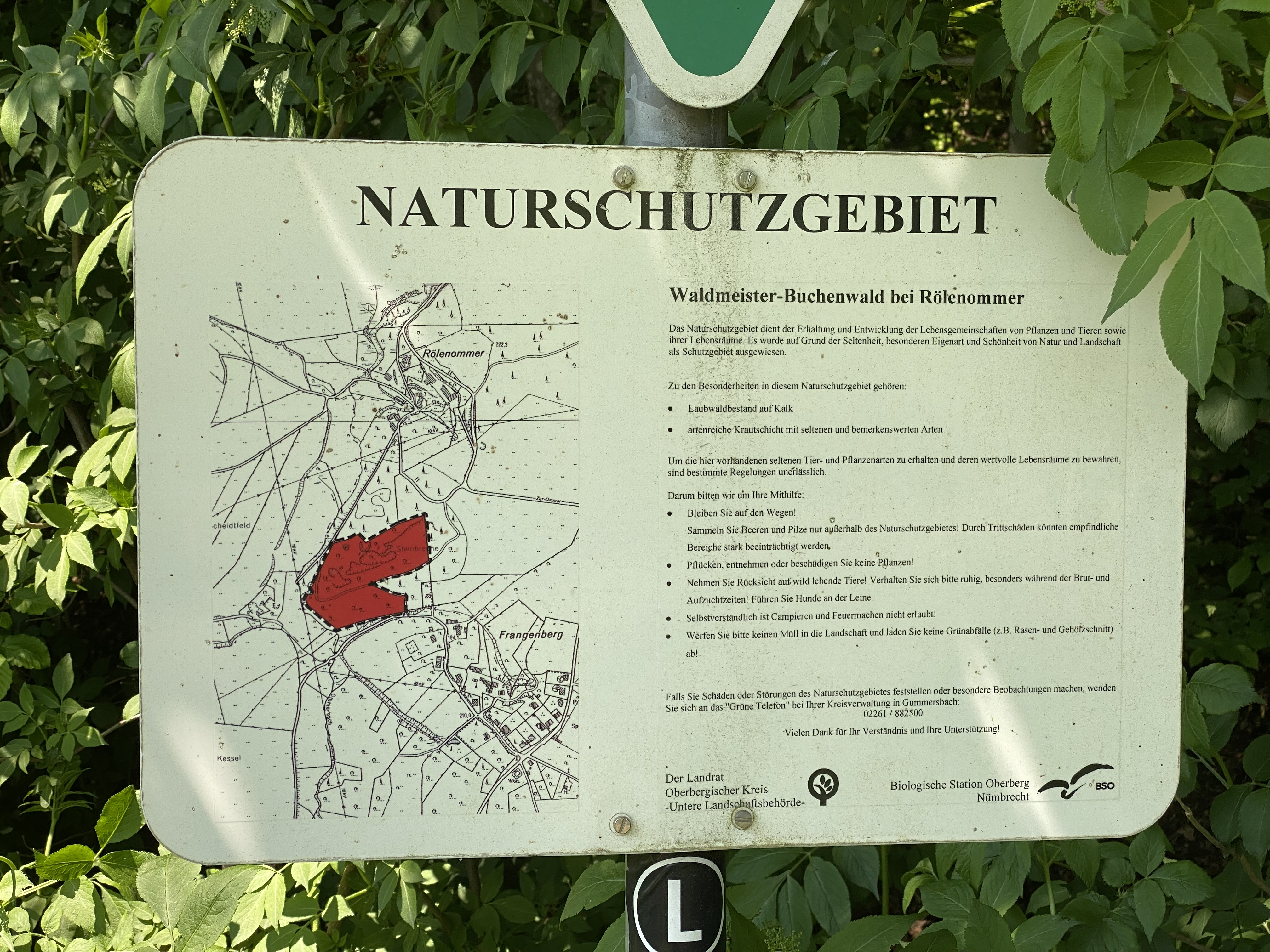
Infotafel NSG
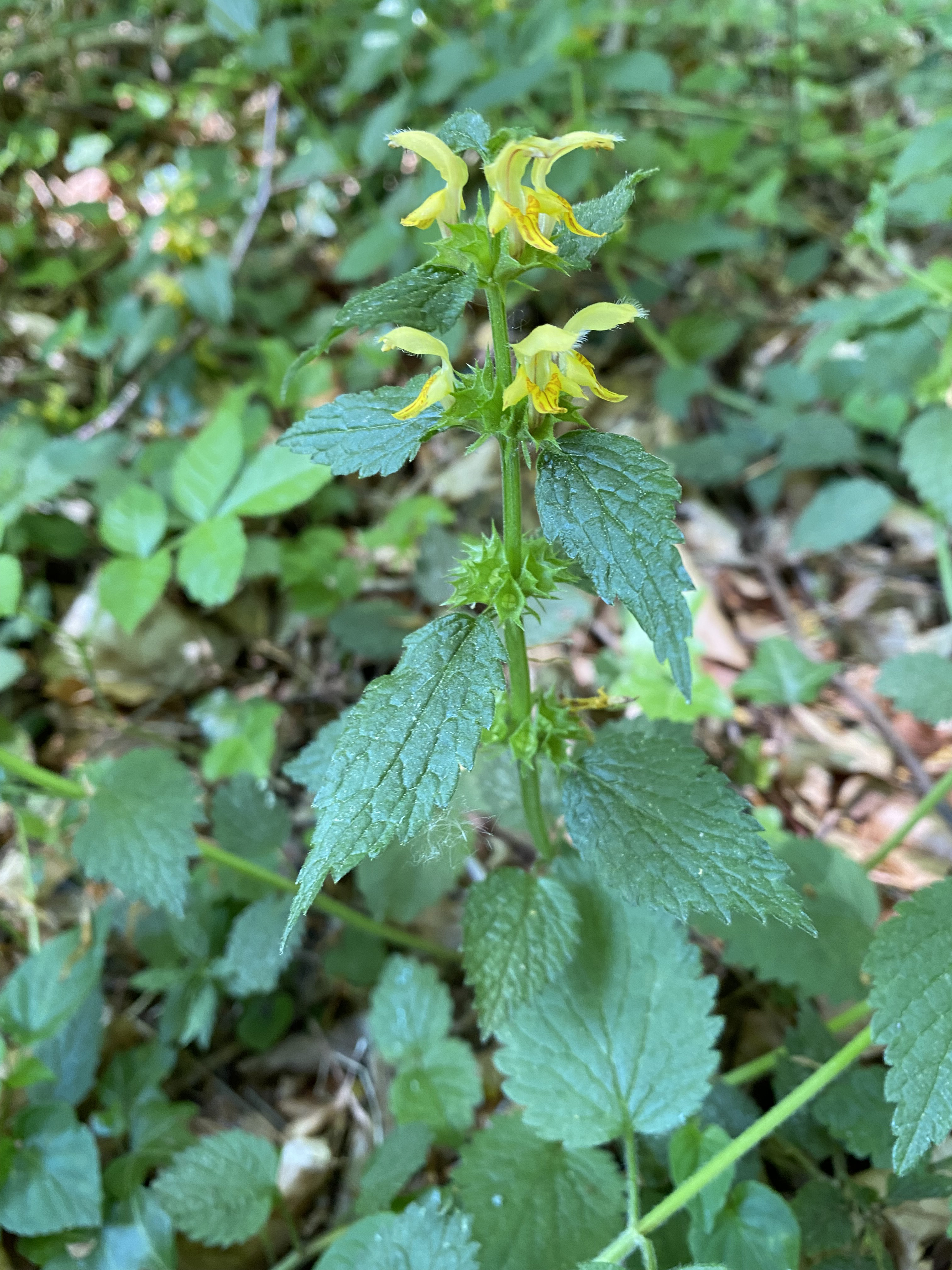
Gewöhnliche Goldnessel im NSG
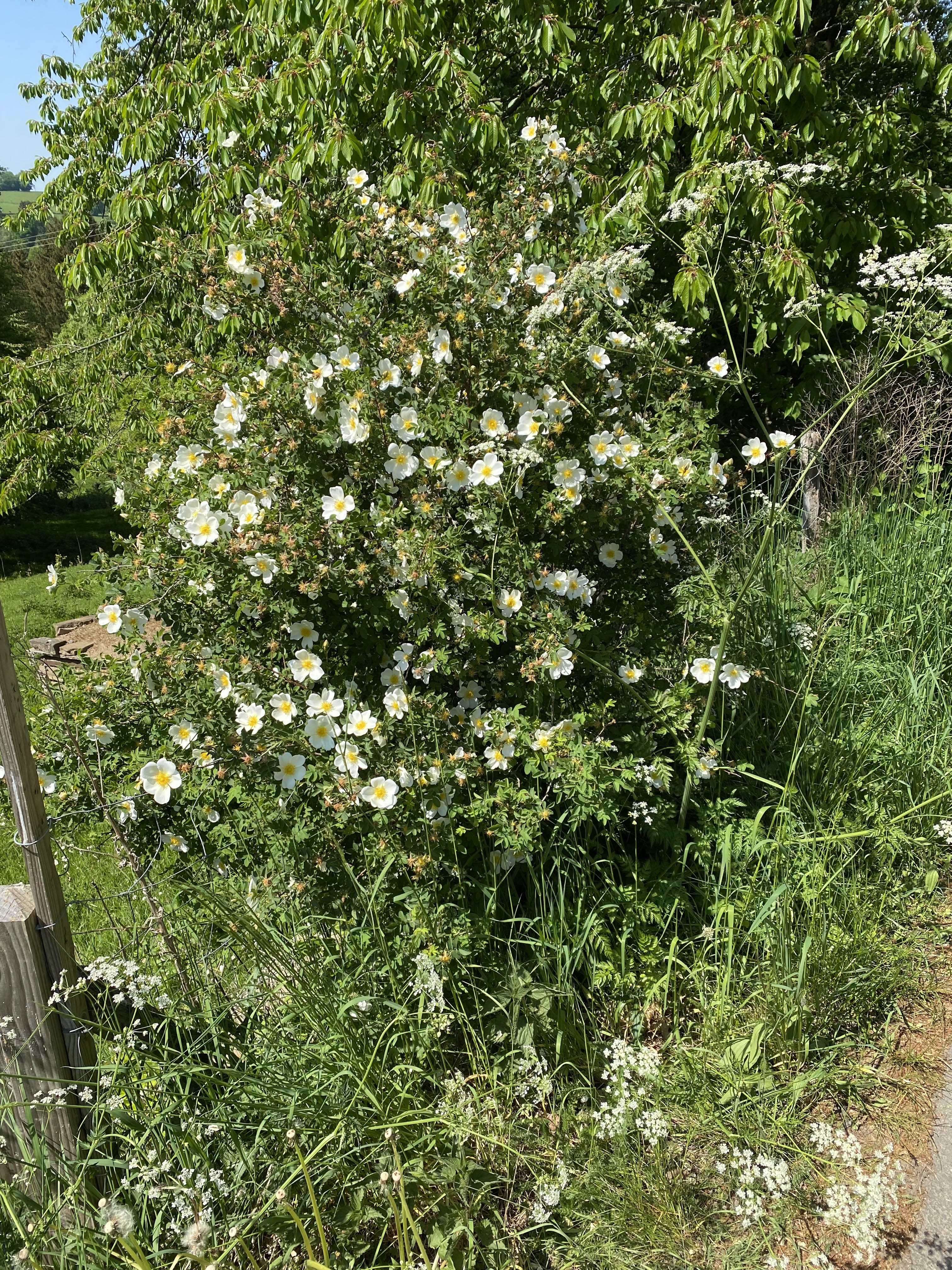
Wildrose am Waldrand des NSG
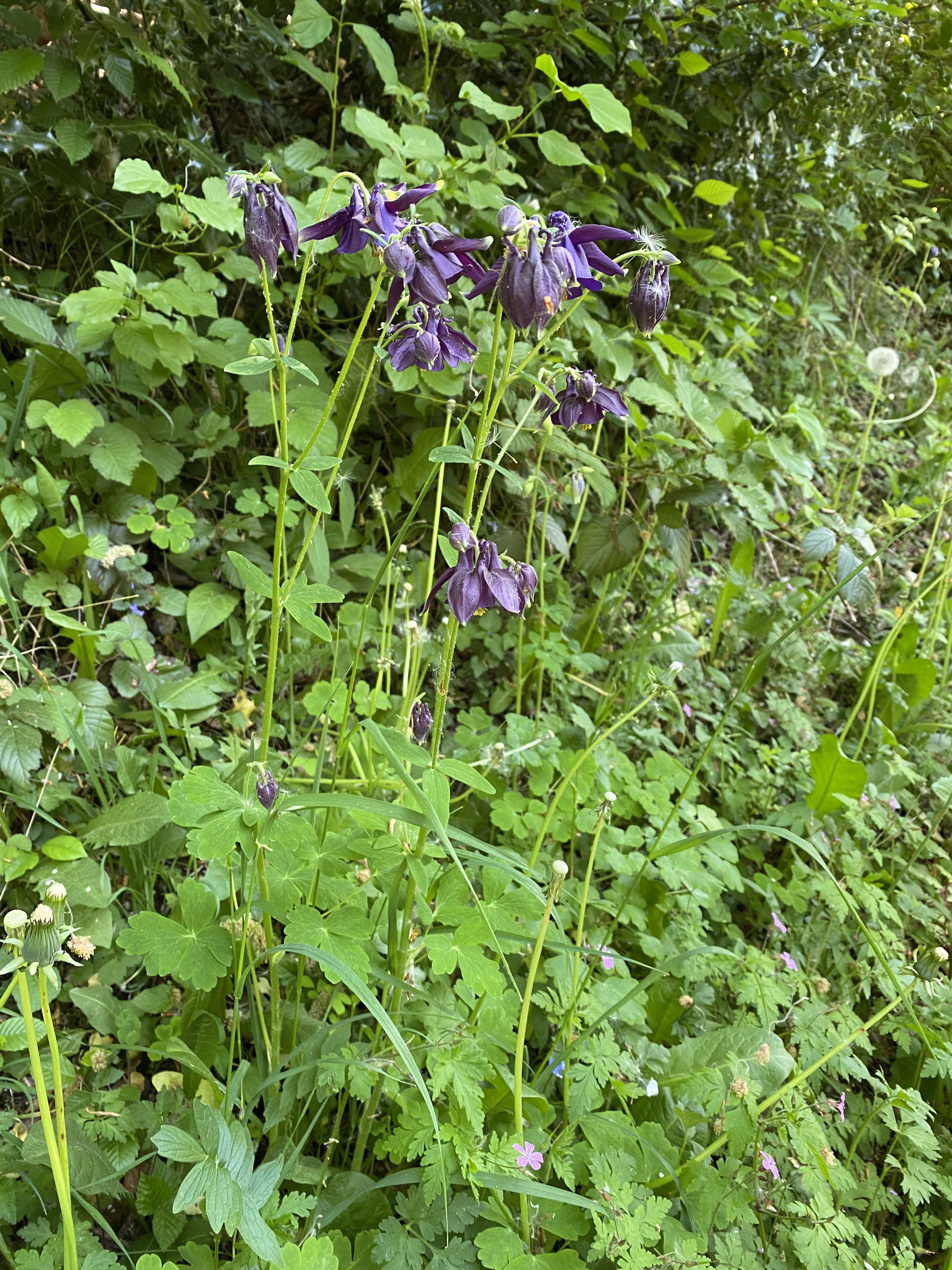
Die Akelei liebt Kalkböden
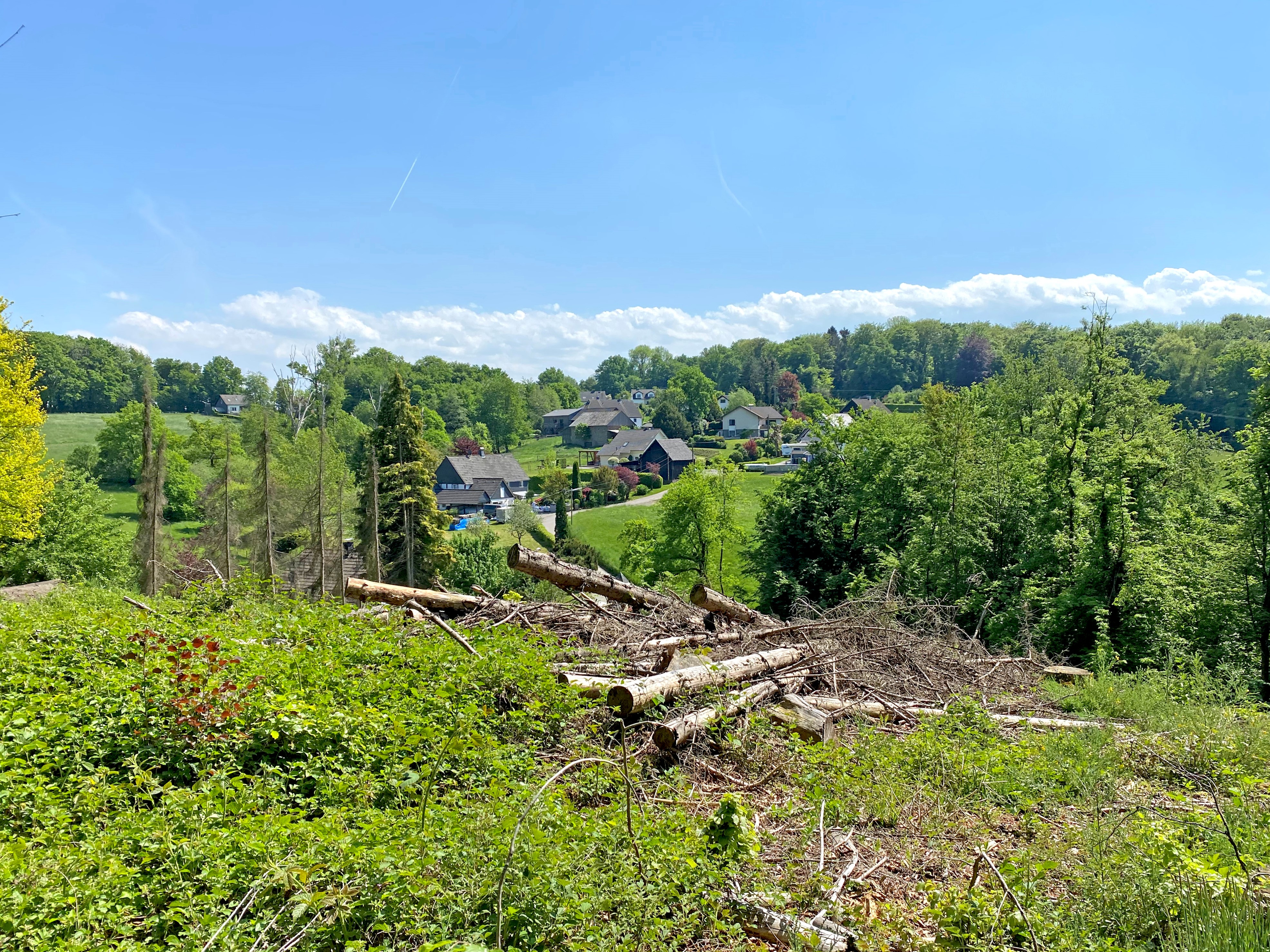
Blick vom NSG Richtung Frangenberg